# 黃偉菁
黃偉菁（Joanna Huang），文化傳播界資深經理人，曾成功打造多位新藝人，及重塑藝人形象、風格。2012年8月創立奇幻創想（北京）文化傳播有限公司，從事藝人挖掘、培養、規劃專業定製化服務。

## 經歷
- 1986 藍與白唱片公司企宣部主任
- 1991-1998 寶麗金唱片企宣部統籌
- 1999 環球唱片專案部協理
- 2000 李奧貝那廣告公司整合行銷部總監
- 2001 香港商天中娛樂副總經理
- 2002 上海藝風唱片(環球唱片中國總代理)副總經理
- 2003－2008 EMI百代唱片公司中國區副總裁
- 2008—2011 金牌大風音樂集團中國區暨台灣地區總裁
- 2012-至今 奇幻創想總裁

## 合作藝人

### 目前簽約藝人
方季惟、潘美辰、何潤東、金城武、林嘉欣、鄭中基、陳曉東、伊雪莉、蔡健雅、高慧君、張芸京

### 台灣藝人
陶喆、張惠妹、蕭亞軒、羅志祥、蔡依林、王心凌、棒棒堂、童安格、胡瓜、金素梅、藍心湄、楊林、周治平、趙詠華、SHE、戴佩妮、任賢齊、黃品源

### 香港藝人
張學友、黎明、劉德華、何家勁、陳慧嫻、關淑怡、王馨平、草蜢、譚詠麟、古巨基

### 大陸藝人
許巍、周筆暢、胡彥斌、花兒樂隊、胡歌 、查可欣

### 韓國藝人
張鎬哲、金完宣

## 外部連結
1. ↑  奇幻创想的微博